# 士燮 (春秋)
士燮（？—前574年），中国春秋時代晋国军事人物、政治人物。祁姓、士氏、封地名为范，諱燮（范燮），谥号文。士会之子。又称范文子。
士燮受其父士会的薫陶很深，士燮在士会引退後担任晋景公的上軍佐。
前589年，鞍之战升任上軍将，大胜齐国。後来队伍进城走到末尾，士燮他出现，士会问他为什么在最后，他说：“这回作战是以郤子（郤克）为中心，我要先进城引人注目，那就是代替主将接受荣耀，所以必须待郤子先入城。”士会赞许道：“我知道你一生可以免除災祸了。”士燮被誉为晋国良識派大夫。
前583年，趙武在韓厥的支援下，趙家复興，士燮对赵武的祝辞为：“而今可以戒矣，夫賢者寵至而益戒，不足者為寵驕。故興王賞諫臣，逸王罰之。吾聞古之王者，政德既成，又聽于民，于是乎使工誦諫于朝，在列者獻詩使勿兜，風聽臚言于市，辨祅祥于謠，考百事于朝，問謗譽于路，有邪而正之，盡戒之術也。先王疾是驕也。”
士燮通过宋国華元引介，与楚国講和成功。即第一次弭兵之会。前575年，鄢陵之战爆发，和平结束。士燮对战争極力回避，认为终为徒劳，留下一个敌国可以使自己的国家不懈怠。
結局鄢陵之战，晋軍最终勝利，士燮看到晋厲公对战胜楚共王十分自满，不愿看见晋国局势进一步恶化，在家自己诅咒自己死去。家主之位，儿子士匄继承。死後谥号文，世称范文子。士会之子、士燮之弟士魴任新軍将。